# Einheitsschule
Die deutsche Einheitsschule geht historisch unter anderem auf Bestrebungen des Allgemeinen Deutschen Lehrervereins zurück, der schon in der Revolution von 1848/49 wichtige Grundzüge eines künftigen Schulwesens entwickelte. Zu Beginn der Weimarer Republik entstand in Sachsen und Thüringen eine Schulreform, die sich mit den Begriffen Einheitsschule, weltliche Schule, Arbeitsschule und selbstverwaltete Schule umschreiben lässt (vgl. Greilsche Schulreform). Die vollständige Umsetzung dieses Konzepts ist jedoch 1923 verhindert worden.
Dem dreigliedrigen Schulsystem in Deutschland steht im Bereich der Primar- und Sekundarstufe I eine Einheitsschule beziehungsweise Gesamtschule in den meisten Mitgliedsstaaten der Europäischen Union gegenüber. Die berufliche Bildung erfolgt in Deutschland vorwiegend im dualen System, während die Mehrzahl der EU-Länder berufsbildende Vollzeitschulen haben oder die Ausbildung ausschließlich in Betrieben organisieren.

## Humanistische Einheitsschule
Antonio Gramsci (22. Januar 1891 – 27. April 1937), 1921 Mitgründer der Kommunistischen Partei Italiens (PCdI), entwickelte ein Schulkonzept, dessen pädagogische Prinzipien „den Gegensatz zwischen autoritativen Tendenzen in der Erziehung und liberalistischen, kindertümlichen reformpädagogischen Paradigmen der zeitgenössischen internationalen pädagogischen Reformszene überwinden sollen“. Seinerzeit war in Italien die Reformpädagogik im faschistischen Erziehungsministerium angesiedelt. Aus diesem Grunde wandte Gramsci sich reformpädagogischen Modellen in anderen europäischen Ländern und den USA zu. Gramscis Überlegungen basieren auf einem humanistischen Ansatz, wonach eine allgemeine Bildung einer den gesellschaftlichen Realitäten entsprechenden Persönlichkeitsentwicklung dienen soll. Eine „unnatürliche Spezialisierung“ lehnte er dagegen ab. Damit kommt Gramsci dem Bildungsideal Wilhelm von Humboldts sehr nahe. Er entwarf ein Konzept der „kreativen sozialistisch-humanistischen“ Einheitsschule. Seine Kritik am gegliederten Schulsystem begründet er damit, dass es soziale Ungleichheiten zementieren würde, indem für jede soziale Schicht ein eigener Schultyp geschaffen wird. Er fordert sogar, die Aufteilung in allgemeinbildende und berufsbildende Schulen aufzuheben. In der Einheitsschule sollen die Schüler in allen 10 Jahrgangsstufen miteinander verbunden bleiben und kollektiv lernen. Damit baut er auf den Institutionen der Kindergartenerziehung auf. Das schwierigste Problem sah Gramsci in dem Übergang vom gymnasialen Bildungsabschnitt zur akademischen beziehungsweise beruflichen Ausbildung.

## Struktur des DDR-Schulsystems
Im Bildungssystem der DDR wurde der Gedanke der Einheitsschule nach Vorgaben der Alliierten umgesetzt, allerdings in sowjetischer Prägung. 1946 führte die sowjetische Besatzungsmacht im Gesetz zur Demokratisierung der deutschen Schule die achtklassige Einheitsschule ein. Die Deutsche Verwaltung für Volksbildung und nach der DDR-Gründung 1949 das Ministerium für Volksbildung sorgte für einheitliche Lehrpläne auf der Basis des Marxismus-Leninismus. Den Aufbau der sozialistischen Schule schloss 1959 und 1965 das Gesetz über das einheitliche sozialistische Bildungssystem mit einer formell zehnklassigen Einheitsschule ab.
Die wohnortnahe allgemeinbildende Polytechnische Oberschule für alle Kinder bis zur zehnten Schulstufe war die Einheitsschule der DDR. In der Praxis endete sie allerdings mit der achten Klasse und ging in die Vorbereitungsklassen für die erweiterte Oberschule über. Alle Kinder besuchten die Polytechnische Oberschule und blieben größtenteils in dieser Zeit in einer Gruppe zusammen. Sehr viele Kinder erreichten auf diesem Bildungsweg einen Abschluss nach 10-jähriger Schulzeit, der nach 1990 mit dem Realschulabschluss gleichgesetzt worden ist. Die erweiterte Oberschule für die 11. und 12. Klassen diente zur Vorbereitung auf ein Studium. Abitur und Lehre führten ohne Studium zur beruflichen Tätigkeit.
Die Lehrkräfte waren an einem streng einzuhaltenden Lehrplan ausgerichtet und um die Schüler wurde ein engmaschiges soziales Netz gespannt. Die Lehrpläne waren wichtige Instrumente der staatlichen Einflussnahme auf Ziele und Inhalte schulischer Bildung und Erziehung. Bei der Vermittlung der Inhalte wurde der Frontalunterricht bevorzugt. Trotz dieser starken Reglementierung hatten Lehrer in der DDR vielfältige Möglichkeiten, auch außerhalb des Unterrichts auf einzelne Schüler einzugehen. Durch Arbeitsgemeinschaften, Junge Pioniere, Thälmann-Pioniere und Freie Deutsche Jugend war der außerfamiliale Tagesablauf der Kinder durch Klassenkameraden und den Klassenlehrer bestimmt.
Es gab folgende Ausnahmen von der Einheitsschule: Lernschwache oder behinderte Kinder besuchten Hilfs- oder Förderschulen. Speziell begabte Schüler wurden ab einem bestimmten Grad der Begabung außerhalb des Einheitsschulsystems an Spezialschulen gefördert. Am bekanntesten sind hier die KJS (Kinder- und Jugendsportschulen). Das Abitur (höhere Reife) wurde an der Erweiterten Oberschule (9. bis 12. Klasse, gegen Ende der DDR 11. bis 12. Klasse) von etwa 10 % eines Jahrgangs abgelegt. Eine Möglichkeit für weitere ca. 10 % der Schüler, eine Hochschulzulassung zu erwerben, war die Berufsausbildung mit Abitur. Bei diesem Bildungsgang absolvierte der Jugendliche innerhalb von 3 Jahren eine Berufsausbildung und die Abiturstufe.
Die offizielle Politik der sozialen Gleichheit wurde durchgesetzt, indem Kinder aus benachteiligten Schichten bevorzugt wurden. Diese positive Diskriminierung war ein soziales Korrektiv zur Auswahl nach Leistung. Die Schulen mit einem differenzierenden Effekt, wie die erweiterte Oberschule, waren Barrieren, die von Kindern aus besser gestellten Familien leichter überwunden wurden.

## Schulstruktur in der Bundesrepublik Deutschland
Die achtjährige Einheitsschule sollte auf Anordnung der Alliierten nach dem Zweiten Weltkrieg in Deutschland eingeführt werden (Kontrollratsdirektive Nr. 54 von 1947). Dennoch wurde mit dem Verweis auf die strittige Diskussion über Begabung das im Weimarer Schulkompromiss beschlossene mehrgliedrige Schulsystem beibehalten. In den 1970er Jahren strahlte eine von Carl-Heinz Evers in Berlin entwickelte Konzeption für die Gesamtschule auf das gesamte Bundesgebiet aus, vor allem auf die sozialdemokratisch regierten Bundesländer. Das mehrgliedrige Schulsystem sollte durch Gesamtschulen ersetzt werden, die dem Konzept einer Einheitsschule nahe kamen. Allerdings mussten diese Gesamtschulen mit den anderen Schulen konkurrieren. Außerdem waren sie insofern keine Einheitsschulen, als sie intern eingeteilt waren in Kurssysteme, die das mehrgliedrige Schulsystem intern abbildeten.
Es kam nur vereinzelt zur Etablierung von wirklichen Einheitsschulen, wie beispielsweise der Laborschule Bielefeld. Seit den 1980er Jahren wurden keine neuen Anläufe zur Realisierung von Einheitsschulen begonnen. Erst mit den international vergleichenden Bildungsstudien (TIMSS, PISA, IGLU), in denen deutsche Schüler sehr schlecht abschnitten, gleichzeitig aber einer extrem hohen sozialen Selektion ausgesetzt waren, wird wieder ernsthaft über die Etablierung von Einheitsschulen („Schulen für alle“) nachgedacht.

### Vom mehrgliedrigen zum eingliedrigen Schulsystem
Um vom mehrgliedrigen in ein eingliedriges Schulsystem überzugehen, wird von Bildungsforschern um Klaus Hurrelmann auch das zweigliedrige Modell propagiert: Hauptschulen, Realschulen und Gesamtschulen werden fusioniert, erhalten eine eigene Oberstufe und bieten wie das Gymnasium, das zunächst bestehen bleibt, alle Schulabschlüsse an. Das Problem dabei ist, die beiden Schultypen im sogenannten „Zwei-Wege-Modell“ (Hurrelmann) wirklich gleichwertig zu gestalten. So sehen sich die existierenden Gesamtschulen häufig dem Vorwurf des leistungsmäßig schlechten Abschneidens ausgesetzt. Dabei wird allerdings der „Creaming-Effekt“ übersehen, der beschreibt, dass die Schülerschaft einer Gesamtschule nicht, wie vorgesehen, aus gleichmäßigen Anteilen von starken und schwachen Schülern besteht, sondern zum großen Teil aus den schwächeren, da die Eltern der stärkeren Schüler ihre Kinder bevorzugt aufs Gymnasium schicken. Das erschwert die Vergleichbarkeit unterschiedlicher Schulformen. Ein weiterer Kritikpunkt ist die angenommene Nivellierung der schulischen Leistungen auf ein Mittelmaß.
In einigen Bundesländern gibt es gegenwärtig im bildungspolitischen Spektrum Konzepte, das mehrgliedrige Schulsystem langfristig abzuschaffen. Als Gründe für diese neue Politik werden angeführt
- die demografische Veränderung: Viele kleine Gemeinden können sich aufgrund des Bevölkerungsrückgangs verschiedene Schultypen nicht mehr leisten, und es wird für die Zeit ab 2010 ein dramatischer Rückgang der Studierendenzahlen prognostiziert, wenn die Bildungspolitik so fortgesetzt wird wie bisher;
- die Kritik der frühen Selektion im mehrgliedrigen System durch internationale Organisationen wie die OECD, die UNICEF, die UNESCO, die Europäische Kommission und zuletzt der Menschenrechtsrat der Vereinten Nationen mit seiner Bildungsstudie über Deutschland;
- die Kritik einiger Wirtschaftsverbände und Denkfabriken an der frühen Selektion;
- die „Abstimmung mit den Füßen“: in NRW fanden 2006 14.000 Eltern keinen Platz für ihre Kinder in Gesamtschulen, 2007 waren es 16.000 Eltern; in Schleswig-Holstein schicken immer mehr Eltern ihre Kinder auf die privaten Einheitsschulen der dänischen Minderheit.[16]

## Geschichte
Wilhelm von Humboldt propagierte die Abwendung von einer ständebezogenen Spezialbildung, hin zu einer allgemeinen Bildung. Dies bedeutete auch die Abkehr von der Ständegesellschaft. Sein Modell der integrierten und säkularisierten Einheitsschule wurde mit der Leitfigur des mündigen Bürgers, mit Nation und Öffentlichkeit begründet. Humboldt meinte, wer zum Menschen überhaupt gebildet sei, sei auch auf das bürgerliche Leben und alle Gewerbe gut vorbereitet. Dieses Konzept stieß allerdings auf den Widerstand konservativer Kräfte. Es ließ sich unter den Bedingungen der Monarchie und der Ständegesellschaft nicht durchsetzen. Dies mag auch damit zusammenhängen, dass nach dem Konzept der Einheitsschule die Schullaufbahn eher von individueller Leistung als von gesellschaftlicher Herkunft abhängt. Nachfolgend wurde das Abitur als Zulassungsvoraussetzung für das Universitätsstudium rechtlich abgesichert. Daraus folgte die dreigliedrige Struktur des allgemeinen Bildungswesens.
Zu Beginn des 20. Jahrhunderts entstanden Schulkonzepte, wonach die Schule auch die Aufgabe des Erziehens umfassen sollte. Das bedeutete eine Ausdehnung des Unterrichts auf die Nachmittagsstunden. Dabei sollten soziale, ökonomische, politische und technische Zusammenhänge stärker gewichtet werden. Dies entspricht im Grunde dem Konzept der Ganztagsschulen. Darunter werden Schulen verstanden, „die vom Vormittag bis zum Nachmittag ein differenziertes pädagogisches Gesamtprogramm anbieten und dabei unterrichtliche, erzieherische sowie sozialpädagogische Aktivitäten und Maßnahmen in ihr schulisches Konzept einbeziehen“.
Im Interesse einer Angleichung der Sekundarschulformen wurden 1965 Schulversuche mit Gesamtschulen beschlossen. 1969 bis 1975 sind integrative Gesamtschulen eingeführt worden.
Die Idee der Einheitsschule findet sich heute im Konzept der Gemeinschaftsschule wieder, die verschiedene Formen des längeren gemeinsamen Lernens ermöglicht und die strikte Gliederung des Schulsystems überwindet.

### Die deutsche Diskussion um die Einheitsschule vor 1920
Durch die Novemberrevolution 1918 war die Möglichkeit einer Umgestaltung des Schulsystems gegeben. 1919 wurde der Bund Entschiedener Schulreformer gegründet, der unter anderem die Ideen und Modelle einer „elastischen“ und „differenzierten“ Einheitsschule propagierte und in dem die Einheitsschule als beste Voraussetzung für die Erneuerung des Erziehungs- und Bildungswesens anerkannt wurde. Ein prägender Gestalter dieser Reformpädagogik war Fritz Karsen (11. November 1885 – 25. August 1951). Gemeinsam mit der Bewegung Neuer Schulen (Gesamtschulen) begründete er in Berlin-Neukölln eine Versuchsschule als „gesellschaftsbezogene Arbeits- und Lebensstätte der Jugend“. Diese Einheitsschule wies die Merkmale heutiger Gesamtschulen auf.
Zwar traten die MSPD und die USPD noch für die Einheitsschule ein, doch der Weimarer Schulkompromiss von 1919 ließ in der Weimarer Verfassung davon nur noch wenig übrig: „Das öffentliche Schulwesen ist organisch auszugestalten.“ (Art. 145). Zum Wortführer der Einheitsschule wurde neben den Vertretern des Bundes Entschiedener Schulreformer auch Johannes Tews, der für den Deutschen Lehrerverein (DLV) arbeitete, der große Teile der Volksschullehrer vereinigte. Auch der SPD-Bildungspolitiker Heinrich Schulz setzte sich für eine öffentliche, kostenfreie, weltliche, koedukative Schule mit einheitlichen Lehrplänen ein – und blieb damit angesichts der Koalitionszwänge erfolglos.

### Reichsschulkonferenz von 1920
1920, als die für alle Schüler gemeinsame vierjährige Grundschule eingeführt worden ist, gab es auf der Reichsschulkonferenz Diskussionen über die mit dem Übergang zu den weiterführenden Schulen zusammenhängenden Probleme der Auswahl und der individuellen Förderung. Die Reformvorschläge reichten von einer zwei- bis dreijährigen differenzierten Mittelstufe zur Orientierung der Schüler bis hin zur Einheitsschule für die Schüler dieser Altersgruppe. Auch das Konzept der Gesamtschulen lässt sich auf die Reichsschulkonferenz zurückführen. Mit den Stimmen von SPD, USPD und KPD wurde am 24. Februar 1922 das Einheitsschulgesetz vom Thüringer Landtag beschlossen. Es regelte unter anderem den stufenförmigen Aufbau der Thüringer Schule in Form von Unter-, Mittel- und Oberschule. Die Reform ist nach dem thüringischen Volksbildungsminister und Lehrer Max Richard Greil (SPD) benannt. Der Begriff der Einheitsschule wurde nach dem Zweiten Weltkrieg von den Gegnern der Gesamtschulen benutzt, um diese Schulform als kommunistisch zu diskreditieren.

### DieBerliner achtjährige Einheitsschule
1948 wurde in Berlin mit den Stimmen der SPD, SED und LDPD das Gesetz zur Einheitsschule verabschiedet. Es galt für die gesamte Stadt, wurde aber nach der Teilung im Westteil 1951 durch die Berliner Schule abgelöst. Konzipiert wurde die Berliner Einheitsschule größtenteils von Reformpädagogen des ehemaligen „Bundes Entschiedener Schulreformer“. Kernstücke der Einheitsschule waren die achtjährige Grundschule, eine Oberschule mit praktischem und wissenschaftlichem Zweig sowie eine auf Paul Oestreich und Fritz Karsen zurückgehende elastische Einheitsschule mit Kern- und Kursunterricht. Außerdem wurde die allgemeine Koedukation eingeführt. Die strikte und frühe Trennung der Schülerinnen und Schülern in verschiedene Schulzweige war ein Hauptkritikpunkt am herkömmlichen Schulsystem gewesen, dem mit einer langen Grundschulzeit von acht Jahren entgegengewirkt werden sollte. Da das Gesetz zur Berliner Einheitsschule sein Zustandekommen vor allem der Zusammenarbeit von SPD und SED verdankte, war es spätestens 1948/49, nach der Teilung der Stadtverwaltung in West-Berlin mit dem Stigma eines sozialistischen, sowjetisch orientierten Schulsystems behaftet.
Von konservativen Kreisen des Bildungsbürgertums, den beiden christlichen Kirchen, insbesondere der katholischen Kirche, und fast der gesamten West-Berliner Presse wurde geradezu ein Schulkampf entfacht, der kurz vor den Wahlen im Dezember 1950 seinen Höhepunkt erreichte. Nach den Berliner Wahlen vom 3. Dezember 1950 gab es eine CDU-FDP-Mehrheit im West-Berliner Senat. Zwar wurde eine große Koalition aus CDU und SPD gebildet, da man der Auffassung war, die Stadt brauche in ihrer prekären Lage Stabilität und eine starke Regierung, doch eine Mehrheit für die Einheitsschule existierte nicht mehr. Die Revision des Gesetzes zur Einheitsschule wurde bereits im Dezember 1950 beschlossen und brachte eine deutliche Annäherung an das Schulsystem der westlichen Bundesländer. Die Fritz-Karsen-Schule in Neukölln blieb als „Schule besonderer pädagogischer Prägung“ trotz der Revision als Einheitsschule bestehen. Als Besonderheit blieb in West-Berlin die sechsjährige Grundschule bestehen. Sie konnte aber von einigen humanistischen Gymnasien mit grundständigen Lateinklassen (ab der 5. Klasse) umgangen werden. Dieser Kompromiss besteht im Prinzip bis heute.
In den 1960er Jahren hatte die SPD wieder eine Mehrheit im Berliner Abgeordnetenhaus und unternahm mit der Gesamtschule 1968 einen zweiten Versuch, eine Vereinheitlichung im Bildungssystem zu erreichen.

## Vorteile
Aus Sicht der Befürworter sei die Einheitsschule sozial gerechter, da nicht der weitere Bildungs- und Berufsweg schon durch die Schulwahl vorgezeichnet werde und sich spezielle Fördereffekte schwächerer Schüler ergäben. Diese Auffassung wurde durch die PISA-Studien bedingt bestätigt.
Dass die Einheitsschule auch gute Ergebnisse im Leistungsbereich bringen kann, zeigen die Ergebnisse der PISA-Studie, bei der Staaten mit einem Einheitsschulsystem wie beispielsweise Finnland Spitzenplätze erreicht haben. Obwohl davon ausgegangen werden muss, dass die guten Ergebnisse nicht ausschließlich auf das Einheits- oder Gesamtschulsystem zurückzuführen sind (sämtliche PISA-Verlierer haben auch Einheitsschulsysteme, während einige Staaten mit gegliederten Systemen auch sehr gut abschneiden), sondern auch auf gezielte Einzelförderung, verstärkte Schulautonomie, Kurssystem und Projektarbeit im Gegensatz zu Frontalunterricht, zeigt das Ergebnis doch, dass auch mit dem Einheits- bzw. Gesamtschulsystem gute Erfolge erzielt werden können. Schaut man detaillierter in die Schullandschaften der Länder mit Einheitsschulsystemen, so fällt jedoch auf, dass sich unter dem Begriff „Gesamtschule“ auch sehr unterschiedliche Schulen finden. In Finnland z. B. muss jede Schule dem örtlichen Bedarf entsprechend ihr eigenes Schulprofil entwerfen. Begabtenkurse werden ab Klasse 3 angeboten. Auf diese Weise entstehen Schulen, die sich im Leistungsniveau so stark unterscheiden, dass einige mit deutschen Hauptschulen, andere eher mit deutschen Gymnasien vergleichbar sind. Durch die freie Schulwahl sortieren sich die Schülerströme so, dass deutlich homogenere Klassen entstehen als der Begriff Gesamtschule impliziert.

## Nachteile
Aus Sicht der Gegner sei eine Einheitsschule eine Gleichmacherei und die Schüler könnten nicht entsprechend ihrer Begabungen gefördert werden. So würden leistungsstärkere Schüler zu wenig gefordert und gefördert, wohingegen leistungsschwächere Schüler durch die besseren Leistungen ihrer Mitschüler gedemütigt würden. Wie sehr die Gesamtbildung durch ein Modell der Einheitsschule leiden kann, ist am Beispiel der USA zu erkennen. Die dortigen Schüler hängen deutschen Standards um Jahre hinterher. Allerdings muss dabei auch in Betracht gezogen werden, dass in den USA die Qualität der einzelnen Schulen durch die kommunale Verantwortung und Finanzierung sehr stark schwankt und auch eine Teilung zwischen Privatschulen und öffentlichen Schulen erfolgt. Die große Verbreitung von Privatschulen in den USA ist aber vor allem auf die schlechten öffentlichen Schulen zurückzuführen.
Auch in Frankreich ist Studien zufolge das Niveau deutlich gesunken, die Einheitsschule habe außerdem die Chancen von Migranten nicht erhöht.

## Meinungen in der Bevölkerung
Bei einer Forsa-Umfrage sprachen sich im Jahr 2004 41 Prozent der Bevölkerung dafür aus, dass die Schüler bis zur 9. oder 10. Klassen zusammen bleiben sollten. 52 Prozent waren für das jetzige Schulsystem. 2007 sprachen sich weniger Personen für eine Einheitsschule aus. Bei einer neuen Forsa-Umfrage sprachen sich 89 Prozent aller Befragten für den Erhalt der Gymnasien aus, 68 Prozent waren gegen eine Abschaffung der Hauptschule. Im Unterschied zur offiziellen Linie der Parteien traten Anhänger der SPD und der Linken entschieden für den Erhalt der Gymnasien ein (SPD: 88 Prozent, Linke: 85 Prozent).
In Österreich sind 73 Prozent der Befragten (repräsentative telefonische Umfrage im Mai 2006 unter 500 Personen) für die Beibehaltung des derzeitigen differenzierten Schulwesens, 24 Prozent sind für die Gesamtschule. Damit ist die Zustimmung zur Beibehaltung des derzeitigen Schulwesens gestiegen. 2005 waren noch 54 Prozent für die Beibehaltung des differenzierten Schulwesens, 43 Prozent waren damals für die Gesamtschule.
Ob sich diese Meinungen in den verschiedenen sozialen Schichten unterschieden, ist nicht bekannt. Von den befragten Frauen sind deutlich mehr für eine Gesamtschule als von den befragten Männern.